# أدونيس أبينيني
أدونيس أبينيني (الاسم العلمي: Adonis sibirica) نوع نباتي ينتمي إلى جنس الأدونيس أو عين الجمل من الفصيلة الحوذانية.